# Johannes Eck
Cet article concerne le théologien catholique Johannes Eck. Ne pas confondre avec le théologien protestant  Johann Eck (1494–1554) !
Pour les articles homonymes, voir Eck.

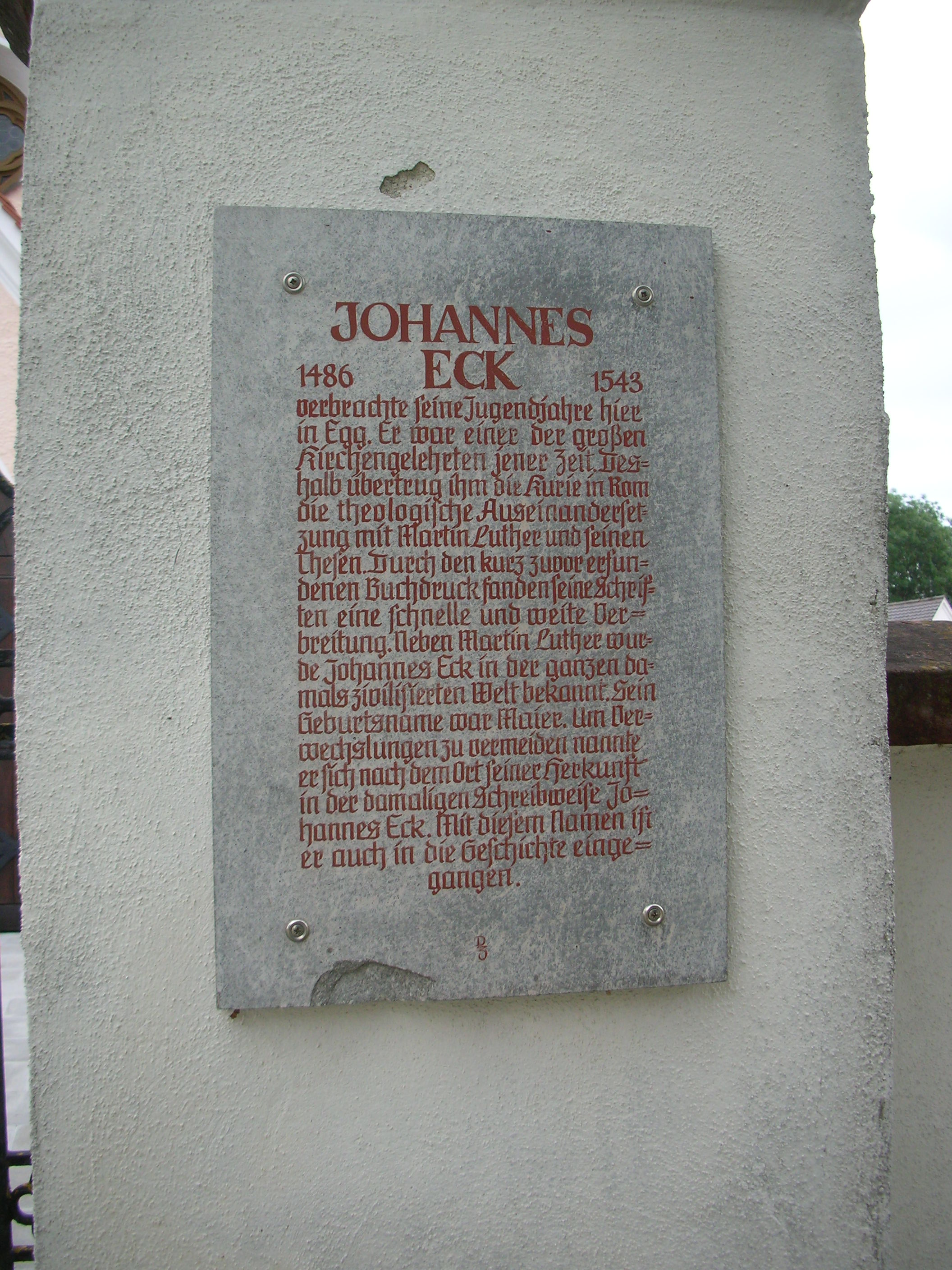
Plaque commémorative au cimetière de Egg an der Günz.

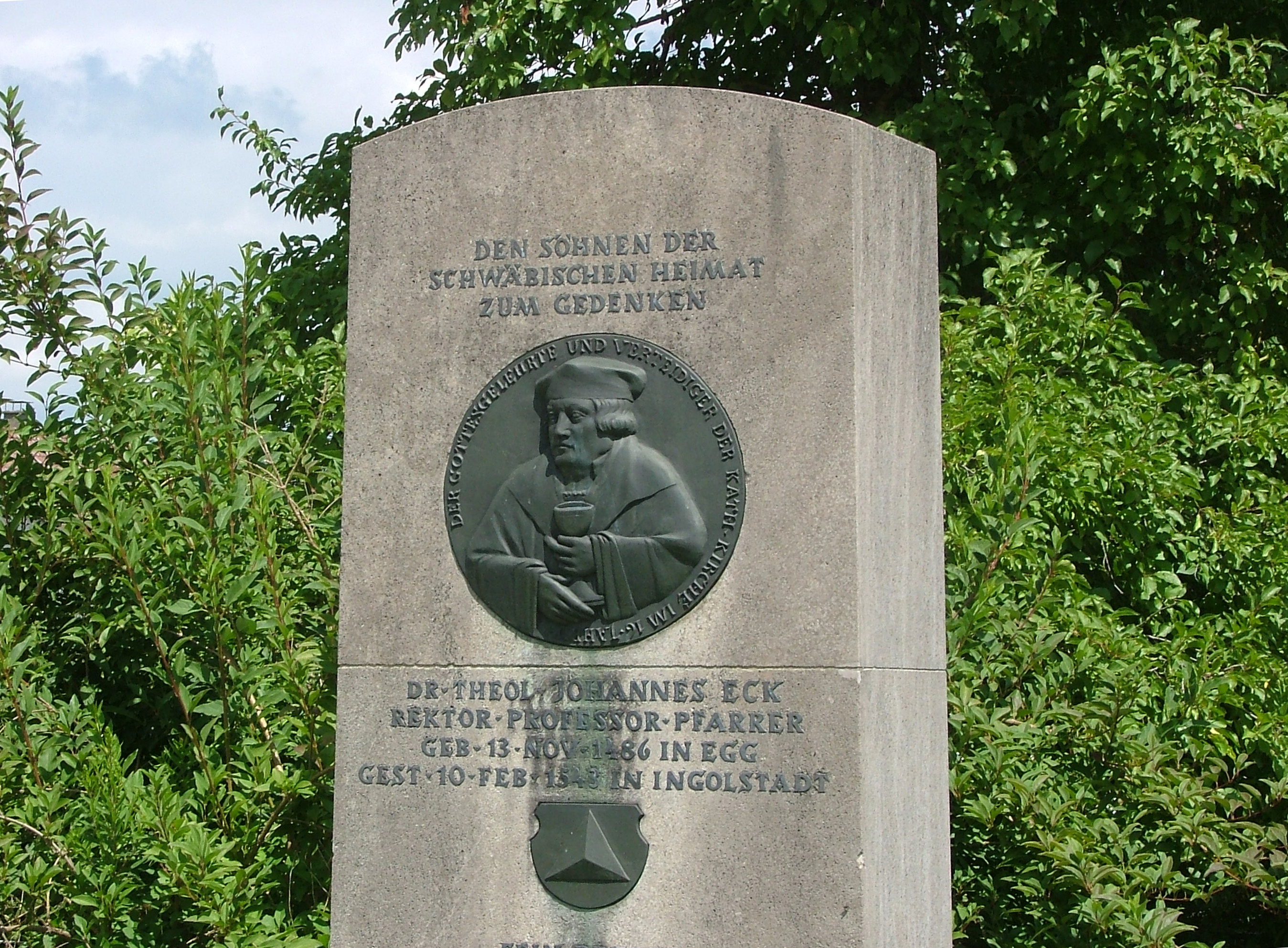
Monument commémoratif, à Egg an der Günz

Johann Maier von Eck, né Johann Maier le 13 novembre 1486 à Eck (l'ancien nom de Egg an der Günz), près de Memmingen à environ 70 km au sud d'Augsbourg en Souabe et mort le 13 février 1543 à Ingolstadt, est un théologien du XVIe siècle, contradicteur de Martin Luther et défenseur du catholicisme durant les débuts de la Réforme protestante.
Il est professeur à l'université d'Ingolstadt depuis 1510 et il y enseigne la théologie. Tenant de l'ancienne religion, il est un adversaire efficace des réformateurs. Il participe notamment à la disputatio de Leipzig contre Karlstadt et Martin Luther en 1519, à celle de Baden contre Johannes Œcolampade en 1526 et au colloque de Ratisbonne contre Philippe Mélanchthon en 1541. Son œuvre majeure, Enchiridion (1525), une compilation des « erreurs de la foi » des réformés, était l'écrit catholique le plus diffusé au XVIe siècle. Eck prend une part déterminante à la rédaction de la confutatio (la réfutation) qui est la réponse à la Confessio Augustana (Confession d'Augsbourg) présentée par Mélanchthon à la diète impériale d'Augsbourg en 1530. C'est un théologien éminent dans la controverse avant le concile de Trente.

## Biographie
Le père de Johann, Michael Maier, est un paysan aisé et bailli du village. Son éducation est prise en charge par son oncle, prêtre de la paroisse de Rottenburg am Neckar. En 1494, il entreprend des études de théologie, philosophie, philologie, ainsi que le droit et les sciences naturelles à l'université de Heidelberg, puis à l'université de Tübingen et à l'université de Cologne. À l'université de Fribourg-en-Brisgau il fréquente les cercles humanistes autour de Ulrich Zasius.
Le 13 décembre 1508 il est ordonné prêtre à Strasbourg. Il soutient une thèse à l'université de Fribourg-en-Brisgau. Il devient en 1510 professeur de théologie à l'ancienne université d'Ingolstadt| qui, grâce à lui et à d'autres théologiens réputés comme Franz Burckhardt, Leonhard Marstaller et Pierre Canisius, se développe en l'un des centres intellectuels de la Contre-Réforme. Il est aussi chanoine à Eichstätt et curé des paroisses des églises Saint-Maurice et Liebfrauenmünster.

## Eck et l'interdiction duprêt à intérêt
Eck était considéré comme un excellent rhétoricien et possédait une culture exceptionnelle pour son temps. Le 1er juillet 1515 il se fait remarquer, lors d'une disputatio à la célèbre université de Bologne sur le prêt à intérêt. Sur la question de l’autorisation de prise d'intérêt, il plaide en faveur d'un intérêt de cinq pour cent. Pour l'époque cette position était considérée comme moderne, même si elle n'était que la défense d'une pratique déjà répandue et éprouvée. Mais cette prise de position de quelqu'un qui avait des contacts avec la banque Fugger à Augsburg, toute courageuse qu'elle puisse sembler, fait apparaître Eck aux yeux de ses critiques comme un « valet des Fugger » et défenseurs du grand capital.

## Eck et Martin Luther

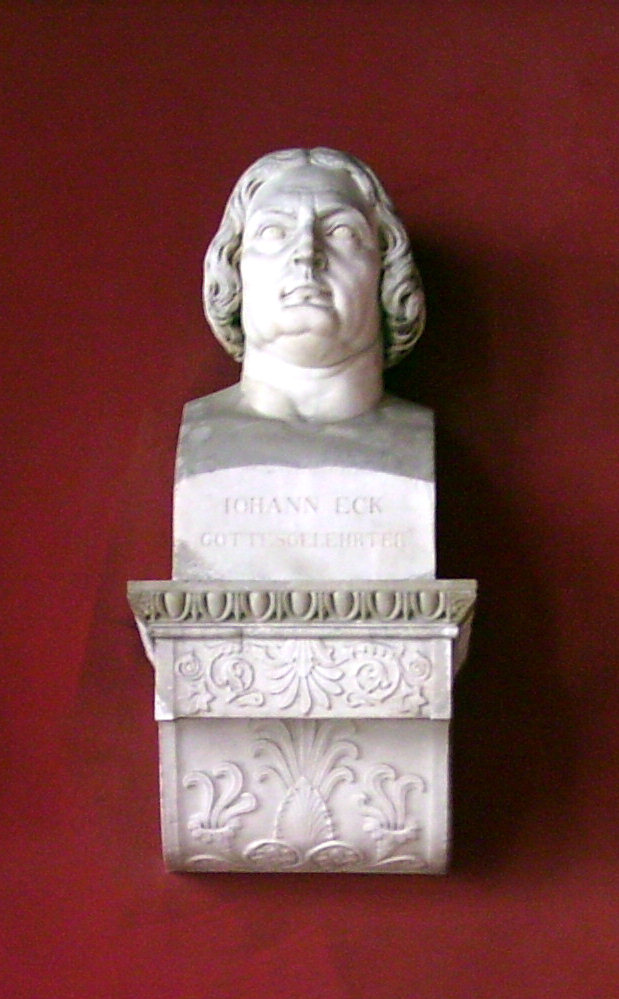
Buste d'Eck dans la Ruhmeshalle de Munich.

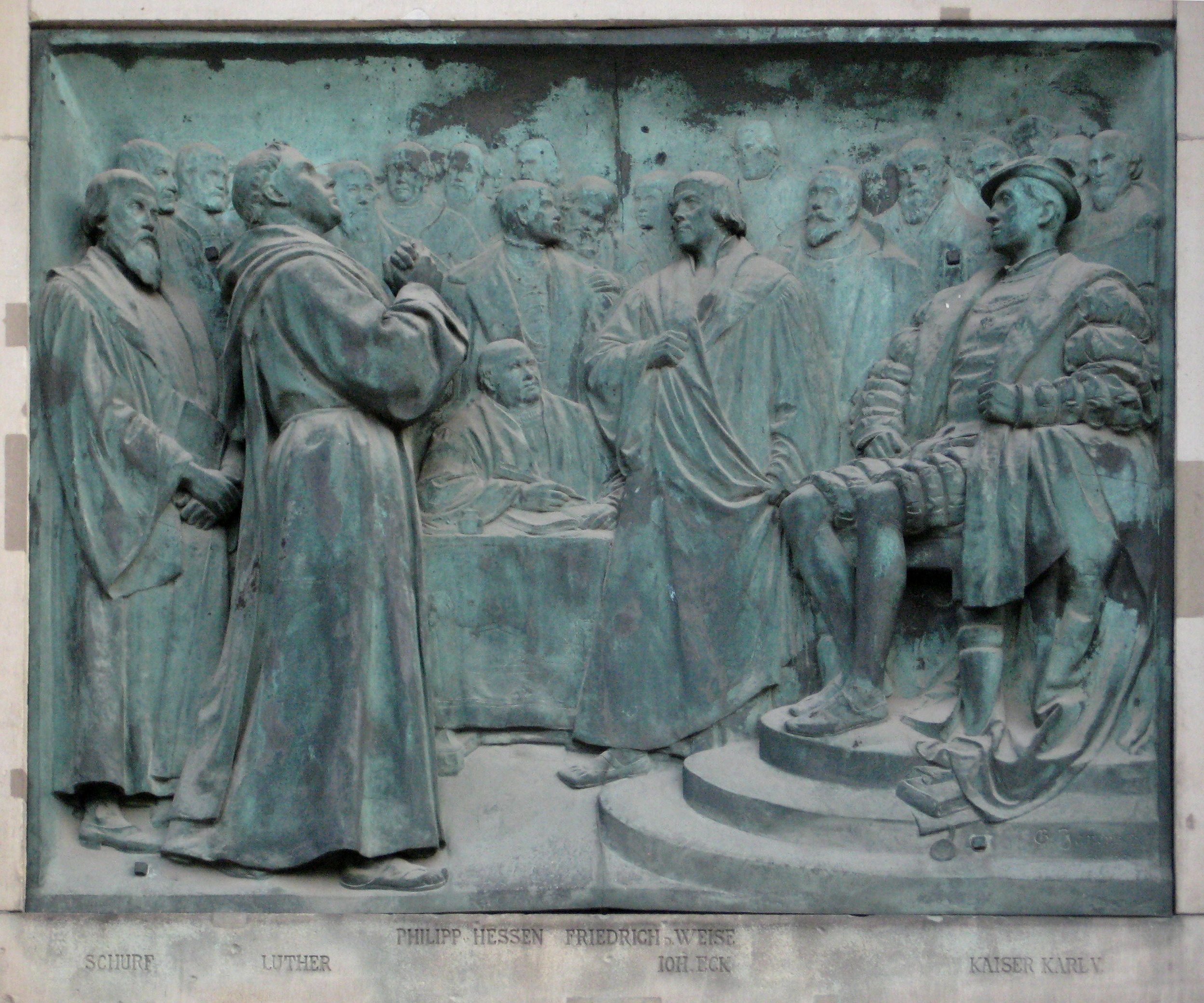
Hieronymus Schurff, Martin Luther et Johannes Eck à la diète de Worms, haut relief au Berliner Dom.

Au début, Eck était plutôt bienveillant quant aux objectifs de Luther. Après la publication des 95 thèses, Eck toutefois rédige une réponse manuscrite, destinée uniquement au prince-évêque d'Eichstätt Gabriel von Eyb, sous forme d'« Adnotationes » (des remarques sur 18 des thèses de Luther). Ce texte parvient à Luther par une indiscrétion et est depuis appelé Obelisci (dérivé de obèle, la petite croix qui renvoie à une note dans un manuscrit). Luther répond par des Asterisci (les astérisques qui servent au même propos).
Les différences concernant l'indulgence, le libre arbitre, la justification (au sens théologique) et la papauté s'accentuent et conduisent à la disputatio de Leipzig (du 27 juin au 16 juillet 1519) où Eck est opposé à Martin Luther et Andreas Bodenstein (appelé le plus souvent Karlstadt) et Mélanchthon. Il défend avec véhémence des positions traditionnelles de l'église et réussit à pousser Luther à affirmer que certaines des thèses de Jan Hus, condamné à mort par le concile de Constance comme hérétique, étaient « véritablement évangéliques ». Chacun des deux camps revendique la victoire. D'un point de vue historique on peut dire que c'est lors de la disputatio de Leipzig que sont définies nettement les principales différences entre les doctrines catholique et protestante et qu'a lieu la rupture définitive entre Rome et les luthériens.
La même année, Eck publie son œuvre De primatu Petri dans lequel il défend l'institution papale contre la critique luthérienne. En 1520 Eck entreprend un voyage à Rome, pour obtenir la poursuite du procès contre Luther. Léon X promulgue le 15 juin 1520 la bulle Exsurge Domine, qui condamne 41 thèses de Luther comme hérétiques, ordonne de brûler ses écrits et le menace d'anathème s'il ne les renie pas dans les 60 jours. À son retour en Allemagne, Eck publie la bulle papale. Il continue à combattre la réforme protestante dans la disputation de Baden (Argovie) en 1526 où il est opposé à Jean Husschin Œcolampade et à Berchtold Haller (de), et à la diète d'Empire à Augsbourg (1530) et des disputes à Worms (1541) et Ratisbonne (1541). Dans cette période, Eck devient la cible des protestants. Luther l'appelle « Doktor Sau » (docteur porc) et « das Schwein aus Ingolstadt » (le porc d'Ingolstadt) ou raccourcit son titre « Dr. Eck » en « Dreck » (saleté).

## Eck et la diète d’Augsbourg de 1530
Le 25 juin, les protestants présentent au souverain la confession d'Augsbourg, texte fondateur du luthéranisme rédigé par Philippe Mélanchthon qui remplace Luther, alors au ban de l’Empire et ne pouvant être présent à la diète. Le texte est rejeté par les théologiens catholiques qui présentent un texte appelé la Confutatio Augustana (de) (la réfutation d'Augsbourg) et dont Eck est un des rédacteurs principaux. Malgré quelques modifications conciliatrices apportées par le prudent disciple Mélanchthon au texte original de Luther, l' empereur et roi Charles V le fait proscrire par la diète.

## Les disputes deWorms(1540) et deRatisbonne(1541)

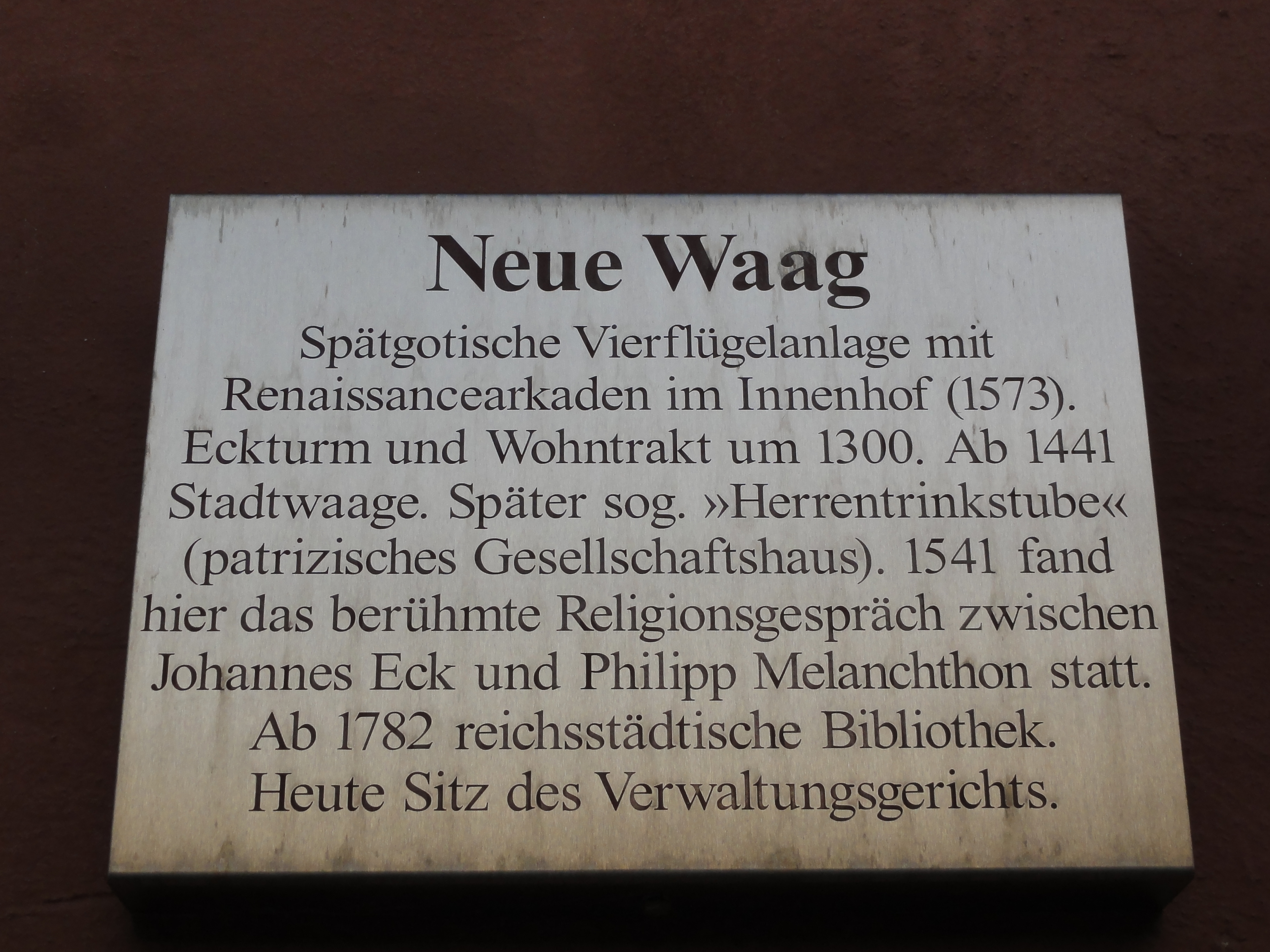
Plaque commémorative sur la maison de Ratisbonne, lieu de la disputatio de 1541.

Lors de la disputatio de Worms, en 1540 face à Mélanchthon, Eck montre à plusieurs reprises des inclinaisons vers la vision protestante qui conduit Mélanchthon à constater leur accord mutuel. Toutefois, à la réunion suivante, à Ratisbonne en 1541, Eck se montre à nouveau intransigeant et violent, ce qui rend toute discussion impossible. Il tombe malade et ne peut plus participer directement aux débats.

## Œuvres principales
Recueil de lieux communs

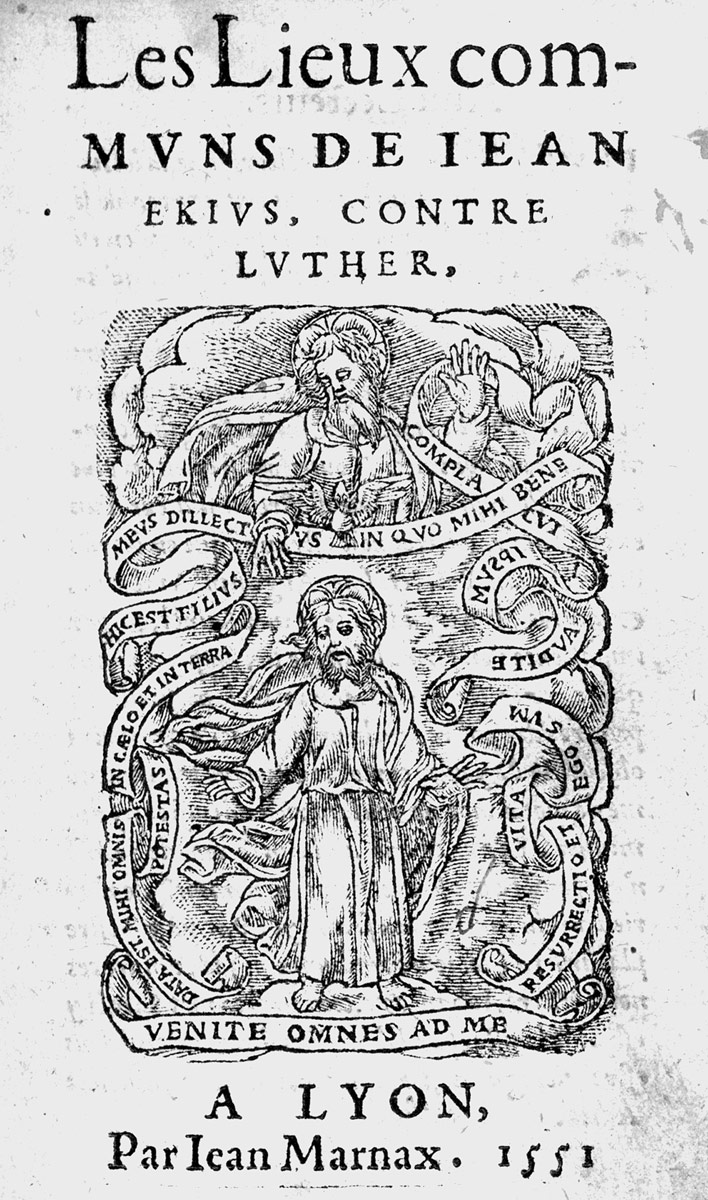
Traduction française de l'Enchiridion d'Eck (1551).

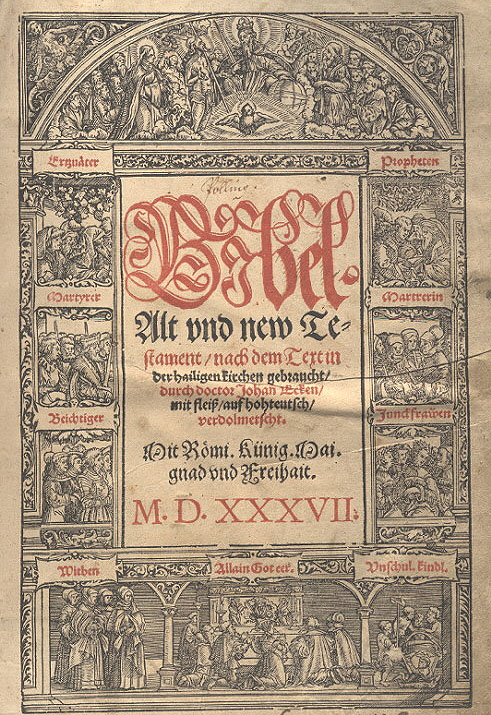
Frontispice de : Bibel: Alt und new Testament de Johannes Eck (1537).

En 1525 parait le livre de référence de Eck: Enchiridion locorum communium adversus Lutherum, (compilation des lieux communs contre Luther) où il argumente son refus du protestantisme. Le livre atteint 46 éditions (et est traduit en d'autres langues). Eck réclame aussi, dans ce livre, des réformes à l’intérieur de l'église, comme une amélioration de la formation de prêtres, ou l'abandon des prébendes et de l'abus des indulgences. Ces demandes sont pour certaines reprises et mises en œuvre au Concile de Trente. Il publie par ailleurs également un recueil de prêches en deux volumes pour améliorer la qualité des homélies.
Bible d'Eck
Une importance particulière revêt la traduction de la Bible par Johannes Eck, parue pour la première fois en 1537 et appelée « Eck-Bibel » (de). Elle s'oppose directement à la traduction de la Bible de Luther de 1534 et est conçue comme une réponse catholique à celle-ci. C'est pourquoi elle fait partie, avec la Bible de Johann Dietenberger (de), de ce qu'on appelle les « Korrekturbibel » (de). Cette traduction est également intéressante du point de vue linguistique parce qu'elle est rédigée dans un allemand bavarois proche de langue de chancellerie en usage en Bavière. Cette bible a connu plusieurs rééditions et était largement répandue dans le sud de l'Allemagne.
Antijudaisme
En 1541 paraît un livre intitulé Ains Juden büechlin verlegung darin ain Christ ganzer Christenheit zu schmach wil es geschehe den Juden unrecht in bezichtigung der Christen kinder mordt....
Il décrit comme une honte pour toute la chrétienté le fait qu'un chrétien - en l'occasion le théologien protestant Andreas Osiander - ait défendu les juifs accusés de meurtres rituels d'enfants chrétiens. Eck compile toutes les accusations de l'antijudaisme de son temps, et notamment l'usure, la profanation d'hosties, des tentatives d'empoisonnement; il les accuse d'œuvrer au schisme de l’église et de tendre à la Weltherrschaft. D'après l'historien Wolfgang Benz, Eck semble ainsi être « l’aïeul du concept de la conspiration juive mondiale (de) ». Eck réclame que les juifs portent un signe distinctif, qu'il leur soit interdit de témoigner contre les Chrétiens, qu'il leur soit interdit d'exercer des commerces, et qu'ils soient obligés d'assister à des sermons chrétiens. Cet écrit a donné des arguments de poids aux nationaux-socialistes, et a notamment donné à Julius Streicher l'occasion d'un numéro spécial du journal de propagande Der Stürmer consacré au thème du meurtre rituel.

## Commémoration
Des rues aux noms d'Eck (Johann-Eck-Strasse) existent à Trèves, Kulmbach, Ochsenfurt, Leipzig (juste à côté de la Martin-Luther-Strasse), mais pas à Ingolstadt. Un mémorial et une plaque sont à son lieu de naissance, à Egg an der Günz, et un haut-relief le représente, au Berliner Dom, lors de la dispute de Worms.

### Monographies
- (de) Erwin Iserloh, Johannes Eck (1486 - 1543) : Scholastiker, Humanist, Kontroverstheologe, Münster, Verlag Aschendorff, coll. « Katholisches Leben und Kirchenreform im Zeitalter der Glaubensspaltung » (no 41), 1981, 84 p. (ISBN 3-402-03340-2)
- Max Ziegelbauer, Johannes Eck, Mann der Kirche im Zeitalter der Glaubensspaltung, St. Ottilien, EOS-Verlag, 1987, 310 p. (ISBN 3-88096-054-2)
- (de) Johann Peter Wurm, Johannes Eck und der oberdeutsche Zinsstreit : 1513-1515, Münster, Verlag Aschendorff, 1997, 310 p. (ISBN 3-402-03799-8)
- (de) Benedikt Peter, Der Streit um das kirchliche Amt. Die theologischen Positionen der Gegner Martin Luthers, Mayence, Verlag von Zabern, 1997, 251 p. (ISBN 3-8053-1977-0)
- Brigitte Hägler, Die Christen und die „Judenfrage“, Erlangue, Palm und Enke,, 1992
- Winfried Frey, « Ritualmordlüge und Judenhaß in der Volkskultur des Spätmittelalters. Die Schriften Andreas Osianders und Johannes Ecks », dans : Peter Dinzelbacher (éd.), Volkskultur des europäischen Spätmittelalters, 1987

### Articles de lexiques
- (de) Erwin Iserloh, « Eck, Johannes », dans Neue Deutsche Biographie (NDB), vol. 4, Berlin, Duncker & Humblot, 1959, p. 273–275 (original numérisé).
- (de) Adolf Brecher, « Eck, Johannes », dans Allgemeine Deutsche Biographie (ADB), vol. 5, Leipzig, Duncker & Humblot, 1877, p. 596-602
- (de) Friedrich Wilhelm Bautz, « Johannes Eck », dans Biographisch-Bibliographisches Kirchenlexikon (BBKL), vol. 1, Hamm, 1975 (ISBN 3-88309-013-1, lire en ligne), colonnes 1452-1454
- André Zünd, « Eck, Johannes » dans le Dictionnaire historique de la Suisse en ligne, version du 10 mars 2008. consulté le 23 janvier 2014
- Bernard Roussel, «Johann Eck (1486-1543)», Encyclopaedia Universalis, consulté en ligne le 17 mai 2014

### Œuvres numérisés
- Catalogue des œuvres, avec liens vers les versions numérisées.
- Enchiridion locorum communium adversus Lutherum
- Ains Juden büechlins Verlegung
- Correspondance de Johannes Eck, éditée et commentée.